# 4519 Вороњеж
4519 Вороњеж (енгл. 4519 Voronezh) је астероид главног астероидног појаса чија средња удаљеност од Сунца износи 2,203 астрономских јединица (АЈ).
Апсолутна магнитуда астероида је 13,3.